# 삼성 갤럭시 W (2014)
삼성 갤럭시 탭 W(Samsung GALAXY Tab W/Samsung Galaxy Tab Q)는 삼성전자가 제조/판매하는 안드로이드 태블릿 컴퓨터이다.
2014년 6월 3일 출시하였다.

## 연혁
- 2014년 6월 3일 : 제품 출시[2]

## 색상
- 블랙
- 화이트
- 레드

## 변형 기종

### 중국

#### SM-T2558
삼성 갤럭시 탭 Q(GALAXY Tab Q, SM-T2558)
차이나 모바일 전용

## 운영 체제/소프트웨어

### 안드로이드 4.3 젤리빈
안드로이드 OS 4.3 젤리빈을 탑재하여 출시했다.

## 같이 보기
- 삼성 갤럭시 탭 4 7.0
- 패블릿